# Eleutherodactylus toa
Espèce
Statut de conservation UICN

 EN B1ab(iii) : En danger
Eleutherodactylus toa est une espèce d'amphibiens de la famille des Eleutherodactylidae.

## Répartition
Cette espèce est endémique de Cuba. Elle se rencontre dans les provinces Holguín et de Guantánamo de 195 à 900 m d'altitude dans les monts Sagua-Baracoa.

## Description
Les mâles mesurent en moyenne 20,1 mm et les femelles 28,2 mm.

## Publication originale
- Estrada & Hedges, 1991, « Nueva Especie de Eleutherodactylus (Anura: Leptodactylidae) de la Region Oriental de Cuba », Caribbean Journal of Science, vol. 27, no 3/4, p. 139-145 (texte intégral).